# Liriomyza freyella
Liriomyza freyella är en tvåvingeart som beskrevs av Spencer 1976. Liriomyza freyella ingår i släktet Liriomyza och familjen minerarflugor.
Artens utbredningsområde är Finland. Arten har ej påträffats i Sverige. Inga underarter finns listade i Catalogue of Life.